# Глорія Свенсон
Глорія Джозефіна Мей Све́нсон (англ. Gloria Josephine May Swanson; 27 березня 1899, Чикаго, Іллінойс, США — 4 квітня 1983, Нью-Йорк, США) — американська акторка, одна з яскравих зірок доби німого кіно. Найбільш відома виконанням головної ролі у класичному нуарі «Бульвар Сансет».

## Фільмографія
- 1915 — Його нова робота / His New Job — стенографістка
- 1915 — Свіді йде в коледж / Sweedie Goes to College — Бетті
- 1915 — Порушена обітниця / The Broken Pledge
- 1916 — Дитя суспільства / A Social Cub — Глорія
- 1917 — Тедді на повній швидкості / Teddy at the Throttle — Глорія Даун
- 1918 — Її рішення / Her Decision — Філліс Данбар
- 1918 — Ви не можете вірити всьому / You Can't Believe Everything — Патрісія Рейнольдс
- 1919 — У горі і в радості / For Better, for Worse — Сільвія Норкросс
- 1920 — Навіщо міняти дружину? / Why Change Your Wife? — Бет Гордон
- 1922 — Моя американська дружина / My American Wife — Наталі Честер
- 1922 — Її позолочена клітка / Her Gilded Cage — Сюзанна Орнофф
- 1923 — Блудні дочки / Prodigal Daughters — Свіфт Форбс
- 1923 — Восьма дружина Синьої Бороди / Bluebeard's Eighth Wife — Мона де Брайс
- 1950 — Бульвар Сансет / Sunset Blvd — Норма Десмонд